# Det nya Sverige
Ej att förväxla med den fascistiska organisationen med samma namn, se Riksförbundet Det nya Sverige.
"Det nya Sverige, en tidskrift för nationella spörsmål", utgavs mellan 1907 och 1928. Tidskriften utkom med ett nummer i månaden, och grundades av Adrian Molin (1880-1942), svensk sociolog och politiker, som organ för den så kallade unghögern. Molin beskriver kanske tidskriften bäst själv när han ser tidskriftens syfte som ”strävan för de sunda konservativa idéer” (Det nya Sverige, nr 12 1922 sid. 527).